# Пожиратель тыкв
«Пожиратель тыкв» (англ. The Pumpkin Eater) — фильм британского режиссёра Джека Клейтона. Картина завоевала 6 кинематографических наград, большая часть из которых — за актёрское мастерство Энн Бэнкрофт.

## Сюжет
Великобритания 1960-х годов. Киносценарист  Джек Армитидж берёт в жёны  Джо  — молодую, красивую и элегантную женщину, имеющую при этом уже несколько детей. Идут годы, Джо уделяет всё своё время только семье. Джек делает успешную карьеру, к нему приходит слава и материальная обеспеченность. При этом он сначала тайно, а позже практически открыто изменяет жене. Пара проходит нелёгкий путь от громких взаимных обвинений до холодного неприятия друг друга. В финале Джо, вновь очарованная заботой Джека о её детях, идёт на примирение.

## В ролях
- Энн Бэнкрофт — Джо Джеймс, после замужества — Армитидж
- Питер Финч — Джейк Армитидж
- Джеймс Мэйсон — Боб Конуэй
- Джанин Грей — Бет Конуэй
- Седрик Хардвик — мистер Джеймс, отец Джо
- Мэгги Смит — Филпот

## Художественные особенности
По мнению издания «Time Out», фильм снят во многом под влиянием европейского кинематографа того же периода, особенно близок он к творчеству Микеланджело Антониони. Чёрно-белый.

## Награды
- 1964 — премия Каннского кинофестиваля за лучшую женскую роль (Энн Бэнкрофт), а также номинация на Золотую пальмовую ветвь за лучший фильм (Джек Клейтон).
- 1965 — номинация на премию «Оскар» за лучшую женскую роль (Энн Бэнкрофт).
- 1965 — премия «Золотой глобус» за лучшую женскую роль в драме (Энн Бэнкрофт).
- 1965 — 4 премии BAFTA: лучшая женская роль (Энн Бэнкрофт), лучший сценарий (Гарольд Пинтер), лучшая операторская работа (Освальд Моррис), лучший дизайн костюмов (Софи Дивайн), а также 3 номинации: лучший фильм, лучший британский фильм, лучшая работа художника-постановщика (Эдвард Маршалл).

## Критика
Несмотря на хороший приём на фестивалях, коммерческого успеха картина не имела. Критик Эмануил Леви объясняет это чрезмерной мрачностью атмосферы на протяжении всего фильма.